# Umbugarla jezik
Umbugarla jezik (ISO 639-3: umr), jedan od dva jezika porodice umbugarla-ngumbur, koji se govorio na području Arnhem Landa u australiji na Sjevernom teritoriju, između rijeka Mary River i South Alligator. Poznat je pod još pod nazivima mbukarla, bugula, numbugala, ambugala, mbakarla.
Broj govornika iznosio je 3 (1981 Wurm and Hattori).

## Vanjske poveznice
- Ethnologue (14th)